# Memphis montesino
Espèce
Memphis montesino est une espèce d'insectes lépidoptères (papillons) de la famille des Nymphalidae, de la sous-famille des Charaxinae et du genre Memphis.

## Dénomination
Memphis montesino a été décrit par Tomasz Pyrcz (d) en 1995.

## Description
Memphis montesino est un papillon aux ailes antérieures à bord costal légèrement bossu, apex angulaire, bord externe droit, angle interne et bord interne concave.
Le dessus est très foncé presque noir.
Le revers est marron très foncé presque noir et simule une feuille morte.

## Écologie et distribution
Memphis montesino est présent au Venezuela,.

### Protection
Pas de statut de protection particulier.